# Opération Tonga
Vous lisez un « bon article » labellisé en 2023.
Pour les articles homonymes, voir Tonga (homonymie).
Seconde Guerre mondiale
Batailles
Opérations de débarquement (Neptune)
- Tonga (Deadstick, Batterie de Merville)
- Albany (Chicago, Manoir de Brécourt)
- Boston (Detroit)
- Utah Beach
- Omaha Beach (Pointe du Hoc)
- Gold Beach
- Juno Beach
- Sword Beach

Secteur anglo-canadien
- Caen
- Authie
- Perch (Villers-Bocage)
- Putot
- Bretteville-l'Orgueilleuse
- Norrey
- Mesnil-Patry
- Martlet
- Epsom
- Windsor
- Charnwood
- Jupiter
- Atlantic
- Goodwood
- Crête de Verrières
- Spring
- Bluecoat
- Totalize
- Tractable

Secteur américain
- Carentan
- Cotentin
- Cherbourg (Bombardement)
- Bataille des Haies (Elle, Saint-Lô, La Haye-du-Puits)
- Cobra
- Mortain

Fin de la bataille de Normandie et libération de l'Ouest
- Rennes
- Saint-Malo
- Brest
- Poche de Falaise
- Chambois
- Paris

Mémoire et commémorations
- Cimetières militaires de la bataille de Normandie
- Commémorations du 70e anniversaire
- Projet UNESCO de classement des plages

L’opération Tonga (de son nom de code) est l'opération aéroportée menée par la 6e division aéroportée britannique entre le 5 et le 7 juin 1944 dans le cadre de l'opération Overlord et du débarquement de Normandie pendant la Seconde Guerre mondiale.
Les parachutistes et les planeurs de la division, commandée par le major-général Richard Gale, atterrissent sur le flanc est de la zone d'invasion, près de la ville de Caen, avec un certain nombre d'objectifs à atteindre. La division doit s'emparer de deux ponts d'importance stratégique sur le canal de Caen et l'Orne, qui seront utilisés par les forces terrestres alliées pour avancer une fois que les débarquements maritimes auront eu lieu, mais aussi détruire plusieurs autres ponts pour empêcher les Allemands de s'en servir et sécuriser plusieurs villages importants. La division est également chargée d'attaquer et de détruire la batterie de Merville, une batterie d'artillerie qui, selon les services de renseignement alliés, abrite un certain nombre de pièces d'artillerie lourde susceptibles de bombarder le secteur de Sword Beach et d'infliger de lourdes pertes aux troupes alliées qui y débarqueraient. Une fois ces objectifs atteints, la division doit créer et sécuriser une tête de pont autour des points de passage capturés, jusqu'à ce que les forces terrestres alliées puissent la rejoindre.
En raison de mauvaises conditions météorologiques et d'erreurs de navigation, une grande partie des forces aéroportées est larguée de manière imprécise dans la zone d'opération, ce qui cause de lourdes pertes et rend beaucoup plus difficile la réalisation de la mission. En particulier, le 9e bataillon parachutiste, chargé de détruire la batterie d'artillerie de Merville, ne peut rassembler qu'une fraction de ses effectifs avant de devoir attaquer la batterie, ce qui entraîne de grosses pertes pour cette force déjà réduite. Cependant, la batterie est prise d'assaut avec succès et les canons qu'elle contient sont mis hors-service. Les autres objectifs de la division sont également atteints en dépit des nombreux problèmes et imprévus. Ainsi, des éléments du 2e bataillon du Oxfordshire and Buckinghamshire Light Infantry prennent les ponts sur l'Orne et le canal de Caen, tandis que les objectifs à détruire sont tous atteints par d'autres éléments de la 6e division. Par la suite, les parachutistes britanniques résistent à plusieurs contre-attaques allemandes, protégeant ainsi les troupes débarquées pendant leurs premières heures sur le sol français.

## Contexte

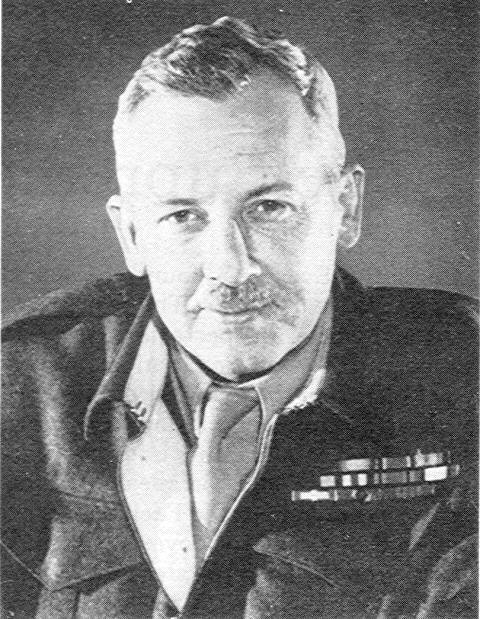
Frederick E. Morgan, le planificateur original de l'opération Overlord.

L'opération Tonga est conçue lors de la planification de l'opération Overlord, le plan des Alliés pour l'invasion et la libération de la France occupée par les Allemands. Cette planification commence en mai 1943, lorsque le président américain Franklin D. Roosevelt et le premier ministre britannique Winston Churchill se rencontrent lors de la conférence de Washington. Les deux dirigeants décident que toutes les forces alliées disponibles doivent être concentrées au Royaume-Uni et que la planification de l'invasion du nord-ouest de l'Europe doit commencer. La date butoir provisoire est fixée à mai 1944 et le nom de code « Overlord » est choisi. Un état-major de planification anglo-américain est créé sous la direction du lieutenant-général britannique Frederick E. Morgan, qui reçoit le titre de chef d'état-major du commandant suprême des forces alliées (COSSAC, pour Chief of Staff to the Supreme Allied Commander).
Les premières versions d'Overlord prévoient l'engagement de forces aéroportées pour soutenir les forces terrestres et protéger leurs zones de débarquement. Un projet d'opération baptisé Skyscraper, par exemple, prévoit le déploiement de deux divisions aéroportées pour soutenir les débarquements sur les plages effectués par cinq divisions d'infanterie. Une division aéroportée est censée sauter près de Caen et une autre sur la côte est de la péninsule du Cotentin. Le « plan C », une proposition ambitieuse présentée par le général George C. Marshall, chef d'état-major de l'armée américaine, aurait impliqué un important largage de troupes aéroportées sur la Seine, dans le but de couper les forces allemandes en deux lors du jour J lui-même,. Morgan et son état-major décident finalement que l'opération aéroportée doit se dérouler sur un front de 30 miles (environ 48 km) vers l'ouest, à partir de l'Orne. Le plan final prévoit l'utilisation de trois divisions pour le premier assaut, les forces aéroportées étant larguées sur la ville de Caen dès le premier jour du débarquement.
Après la nomination du général britannique Bernard Montgomery au commandement du 21e groupe d'armées et au commandement général de toutes les forces terrestres devant débarquer en Normandie, le plan de Morgan fait l'objet d'un certain nombre de révisions. Le 21 janvier 1944, le plan Overlord revu est présenté au général américain Dwight D. Eisenhower, choisi comme commandant suprême des forces alliées pour l'invasion. Montgomery élargit la zone de débarquement à l'ensemble du littoral entre l'Orne et la côte orientale de la péninsule du Cotentin : cinq divisions doivent débarquer sur les plages, soutenues par trois divisions aéroportées qui sautent de part et d'autre des zones de débarquement afin de sécuriser leurs flancs et de protéger les troupes de débarquement contre les contre-attaques. Les forces aéroportées britanniques sont affectées au flanc est, et leurs homologues américaines au flanc ouest.

## Préparatifs

### Préparatifs britanniques

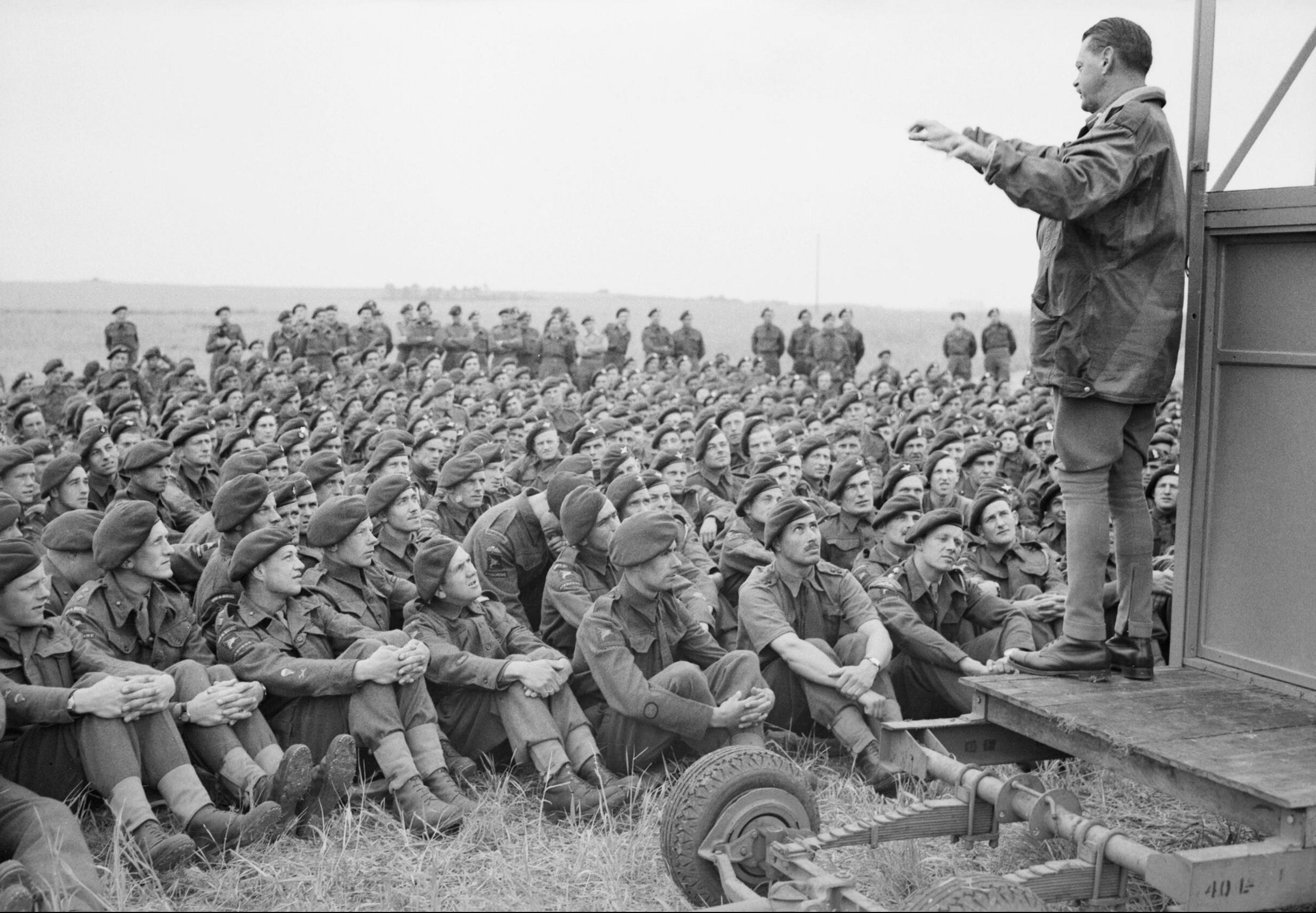
Le major-général Richard Gale s'adresse à ses hommes quelques jours avant l'opération Tonga.

La 6e division aéroportée, commandée par le major-général Richard Gale, est choisie pour mener les opérations aéroportées dans le secteur dévolu aux parachutistes britanniques. La division est jeune, puisqu'elle a été mise sur pied en mai 1943, et l'opération Overlord va être sa première expérience du combat. La conduite d'une opération aéroportée aussi ambitieuse et vaste est une première pour l'armée britannique. Des forces parachutistes ont déjà été employées en nombre restreint au cours de la guerre, mais jamais toute une division. Les tâches qui lui sont assignées suscitent donc beaucoup de discussions .
En janvier 1944, Gale note qu'il n'a « aucune indication d'une mission aéroportée précise » pour son unité et continue de garder toutes les options ouvertes, reflétant les discussions en cours au niveau stratégique sur le plan général du débarquement. Le 17 février 1944, le major-général Frederick Browning (le commandant de toutes les forces aéroportées britanniques) arrive au quartier général de la 6e division pour informer Gale de ce que la division est censée accomplir au cours de l'invasion : leur rôle est désigné par le nom de code opération Tonga. Le plan initial pour cette opération prévoit de ne pas impliquer l'ensemble de la division, mais seulement une brigade parachutiste associée à une batterie antichar de la 3e division d'infanterie. Cette force serait chargée de s'emparer des ponts sur le canal de Caen et sur l'Orne, près de Bénouville et de Ranville. Gale s'oppose à cette opération de petite envergure, arguant qu'une seule brigade ne serait pas en mesure d'atteindre ces objectifs en raison d'un manque d'effectif, et demande que la division entière soit déployée. Après avoir consulté ses supérieurs, Browning accepte la demande et ordonne à Gale de commencer à planifier l'opération.

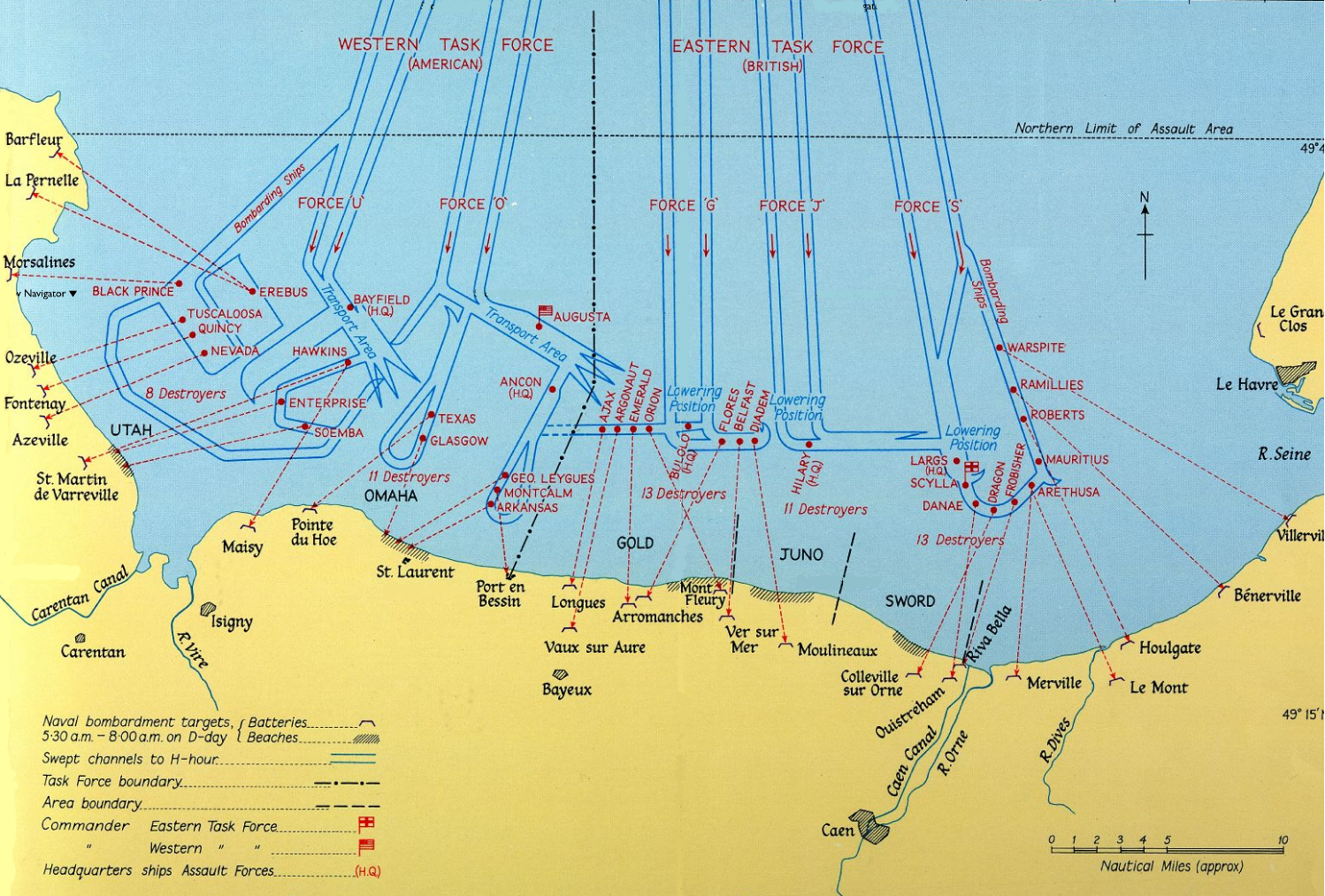
Carte des bombardements navals lors du débarquement de Normandie, montrant également les cinq secteurs de plage. La zone d'opération de la 6e division aéroportée se trouve entre le canal de Caen et la Dives, à l'est du dispositif allié.

Outre la protection du flanc est de la zone de débarquement et la prise de contrôle des zones d'importance stratégique à l'est de Caen, la division se voit attribuer trois tâches spécifiques à accomplir dans le cadre de l'opération Tonga. Tout d'abord, elle doit prendre intacts et défendre les deux ponts sur le canal de Caen et sur l'Orne, à Bénouville et à Ranville. Gale sait que la prise des ponts est essentielle pour le réapprovisionnement et le renforcement de sa division, mais il ne sait pas que ces ponts sont incapables de supporter le passage de chars d'assaut. Deuxièmement, la division doit détruire la batterie d'artillerie côtière lourdement fortifiée de Merville, afin de s'assurer qu'elle ne puisse pas bombarder les troupes britanniques débarquant sur Sword Beach. Enfin, elle doit détruire plusieurs ponts sur la Dives, situés près de Varaville, Robehomme, Bures et Troarn. Une fois ces objectifs atteints, la 6e division doit tenir le territoire dont elle s'est emparée, jusqu'à ce qu'elle soit relevée par les forces terrestres venues des plages.

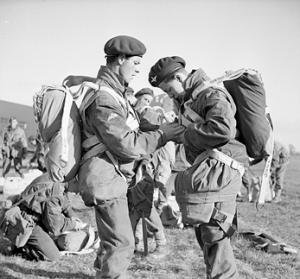
Parachutistes britanniques lors de l'exercice Mush, le 22 avril 1944.

La planification détaillée de l'opération Tonga débute en février. Le nombre d'avions de transport affectés à l'opération est rapidement augmenté afin de pouvoir transporter l'ensemble de la division selon la demande du major-général Gale. Deux groupes de la Royal Air Force sont mis à disposition pour l'opération afin de garantir que la division puisse être déployée en seulement deux vagues de transports aériens. Les pilotes et les équipages de ces avions de transport commencent ensuite à s'entraîner au vol en formation et à diverses tâches spécialisées exigées par l'opération. La 6e division aéroportée effectue plusieurs exercices de grande envergure, afin de déterminer la manière la plus efficace de se déployer dans son intégralité sur une ou plusieurs zones d'atterrissage.
Le 6 février, la 3e brigade parachutiste entreprend un exercice au cours duquel elle est larguée par 98 avions de transport. Fin mars, 284 avions et planeurs sont utilisés pour l'exercice « Bizz II », au cours duquel toute la 6e division est déployée en parachute ou en planeur. Entre le 21 et le 26 avril, l'exercice « Mush » utilise environ 700 avions pour déployer la 1re division aéroportée britannique et la 1re brigade parachutiste polonaise contre la 6e division aéroportée, qui se déplace par la route, dans le cadre d'une simulation d'opération aéroportée à grande échelle.

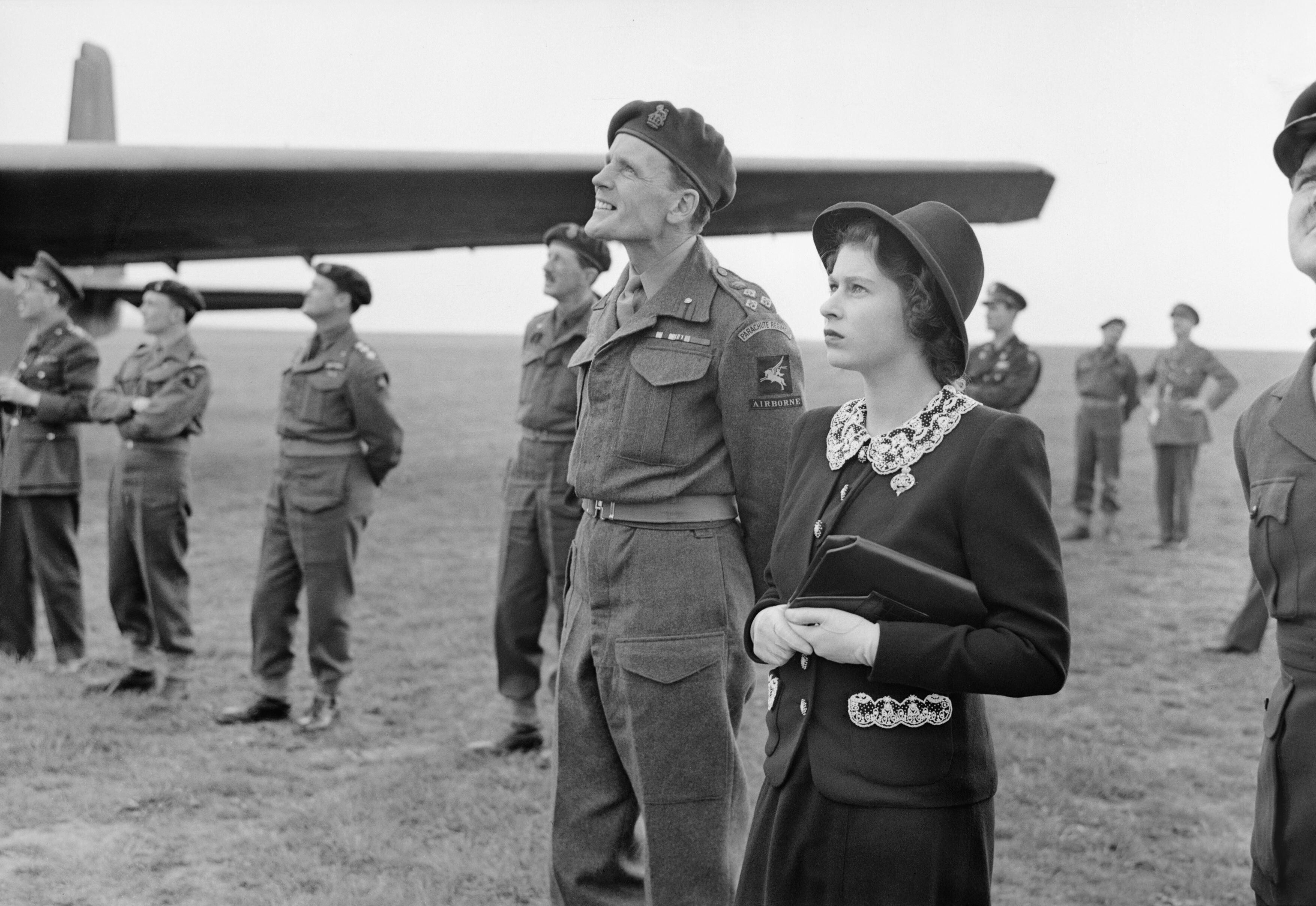
La princesse Élisabeth observe le largage des parachutistes de la 3e brigade aux côtés de leur commandant, le brigadier James Hill, lors d'une visite aux forces aéroportées en Angleterre, avant le Débarquement.

Au fur et à mesure que la date de l'opération approche, l'entraînement devient plus intensif. Chaque jour, les unités de planeurs passent des heures en vol à tourner au-dessus des aérodromes pour s'entraîner aux manœuvres nécessaires au débarquement des troupes à proximité des ponts de l'Orne, du canal de Caen, de la Dives et de la batterie de Merville. L'entraînement de jour est suivi par celui de nuit, tout aussi intensif. Sur les terrains d'atterrissage utilisés par la division pour ses entraînements, des dizaines de poteaux semblables à ceux censés empêcher les atterrissages en Normandie sont érigés, les unités du génie étant ensuite chronométrées sur la vitesse à laquelle elles peuvent démolir ces obstacles.
Le bataillon affecté à la neutralisation de Merville passe deux semaines dans un camp spécial, où il construit une réplique de la batterie et effectue plusieurs exercices à l'intérieur et autour de celle-ci. Les hommes affectés à la prise des ponts sur l'Orne et le canal de Caen, sont quant à eux transférés à Exeter. Là, ils mènent des exercices intensifs autour de l'Exe et du canal voisin qui présente des similitudes avec leur objectif réel.

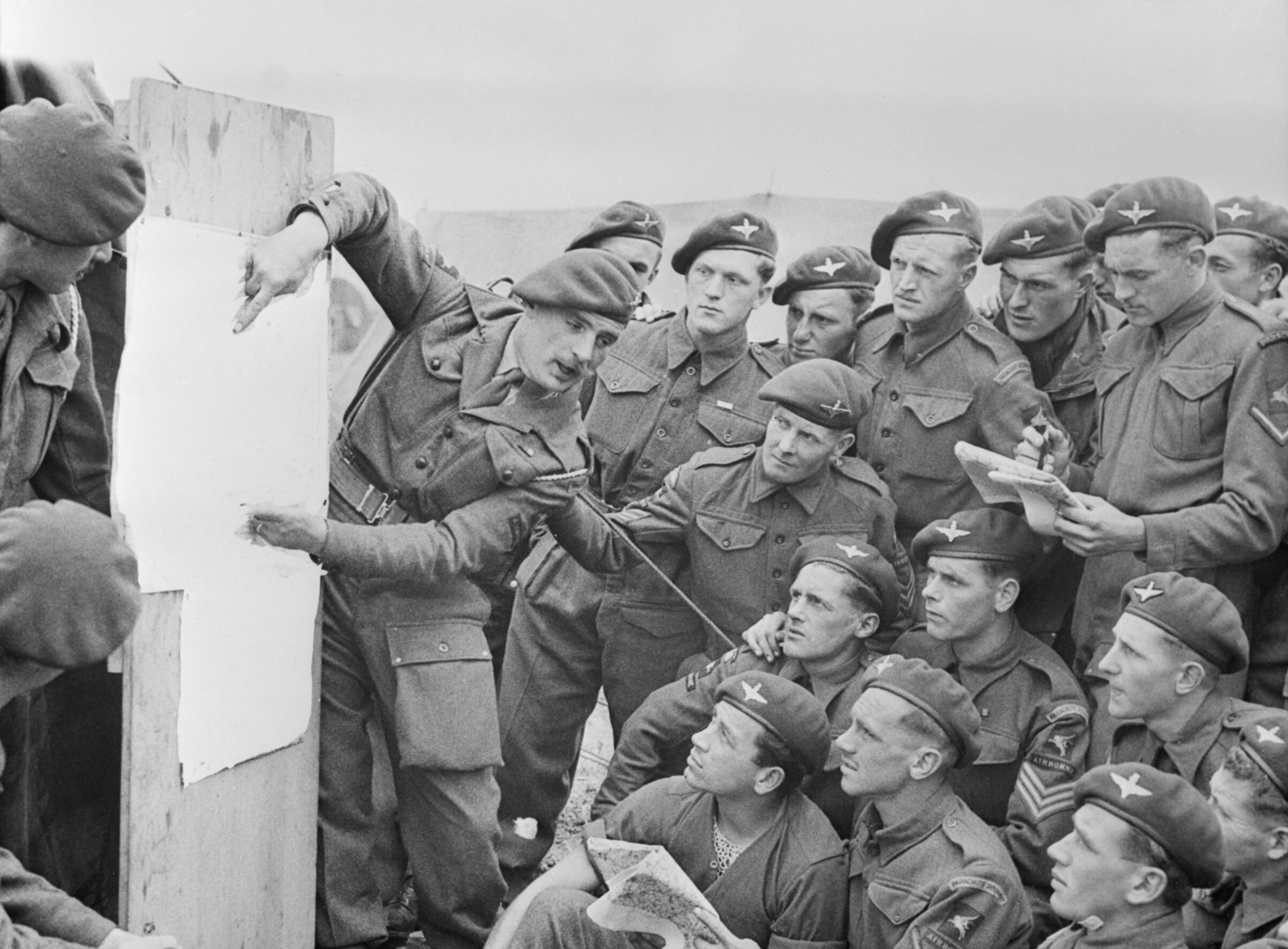
Briefing des hommes de la 22e compagnie indépendante de parachutistes, en préparation pour l'opération Tonga.

Les pilotes des planeurs et des avions de transport suivent constamment les évolutions de la zone d'opération, grâce à des milliers de cartes et de photographies aériennes des zones d'atterrissage et des environs, ainsi que par des dizaines de maquettes des zones et des objectifs principaux, tels que les ponts et la batterie de Merville. Un film en couleur est produit à partir de photographies de reconnaissance aérienne qui, diffusées à la bonne vitesse et à la bonne hauteur sur les maquettes, simule de façon réaliste les trajectoires des pilotes de planeurs vers leurs zones d'atterrissage.

### Défense allemande

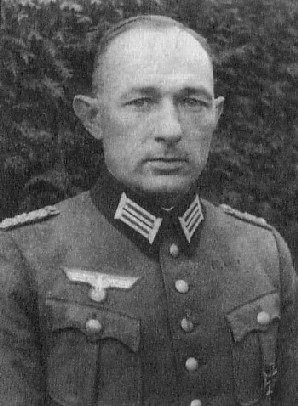
Le Wilhelm Richter, le commandant de la d'infanterie pendant la bataille de Normandie.

La 6e division aéroportée sera opposée à des éléments des 711e et 716e divisions d'infanterie allemandes, deux unités statiques dont les effectifs sont constitués de troupes déclassées pour raisons médicales et de conscrits recrutés en Union soviétique ou en Europe de l'Est. Les deux divisions disposent également d'un ensemble hétéroclite de canons antichars et de pièces d'artillerie, ainsi que d'un petit nombre de chars d'assaut et de canons automoteurs de fabrication allemande ou française.

Aucune des deux divisions n'est considérée comme très efficace, les services de renseignements alliés leur attribuant une efficacité de 40 % par rapport à une division d'infanterie de ligne de première classe dans un rôle statique, et de 15 % dans un rôle de contre-attaque. Deux compagnies de blindés sont aussi signalées dans le secteur de l'opération Tonga, ainsi qu'un certain nombre de formations d'infanterie ad hoc formées à partir de centres d'entraînement. La 21e Panzerdivision est basée quant à elle non loin de Caen, en soutien des divisions statiques, et dispose elle aussi d'éléments dans la zone d'action dévolue à la 6e division aéroportée. Le 125e régiment de Panzergrenadiers est cantonné à Vimont, juste à l'est de Caen, et le 2e bataillon du 192e régiment de Panzergrenadiers est basé à Cairon, à l'ouest du canal de Caen et des ponts de l'Orne,,. Bien qu'il s'agisse d'une division récemment créée et équipée d'un assortiment de chars anciens et d'autres véhicules blindés, la 21e Panzerdivision se compose essentiellement de vétérans aguerris de l'Afrikakorps. Deux autres divisions blindées plus lointaines sont vues comme des menaces pour la réussite de l'opération : la Panzer Lehr Division basée à Chartres et la 12e division SS Hitlerjugend basée à Lisieux, capables de rejoindre toutes les deux la zone de combat en moins d'une journée. La division Hitlerjugend, particulièrement, dispose de nombreux chars Panther,.

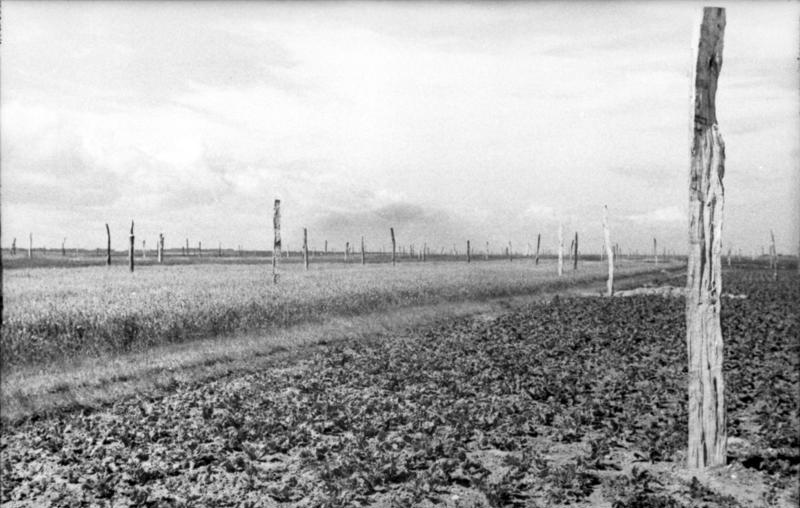
Un champ d'asperges de Rommel.

 La zone de l'opération Tonga est parsemée de positions défensives et d'obstacles, comme le reste du littoral français, depuis la nomination du maréchal Erwin Rommel à la tête des défenses côtières de la région en novembre 1943. Ce dernier prévoit notamment des mesures pour contrer des assauts aéroportés : des champs de mines et les « asperges de Rommel », un système de poteaux d'une hauteur pouvant atteindre deux mètres, dont une grande partie est truffée de mines ou d'autres pièges destinés à détruire les planeurs et à tuer ou blesser les troupes aéroportées. Des millions de ces poteaux sont plantés sur tout le littoral de l'ouest de la France.
La batterie de Merville, elle, est le point le plus fortifié du secteur de l'opération Tonga. Elle est protégée du côté du littoral par deux points d'appuis comprenant une trentaine de casemates et un poste d'observation. La batterie en elle-même forme une zone de 400 m de diamètre, entourée de deux périmètres de barbelés, d'un champ de mines et d'un fossé antichar. À l'intérieur, sept casemates abritent le poste de commandement, des postes de défense et des pièces d'artillerie côtière de 150 mm. On y trouve aussi un poste de DCA légère.

## Déroulement

### Déploiement

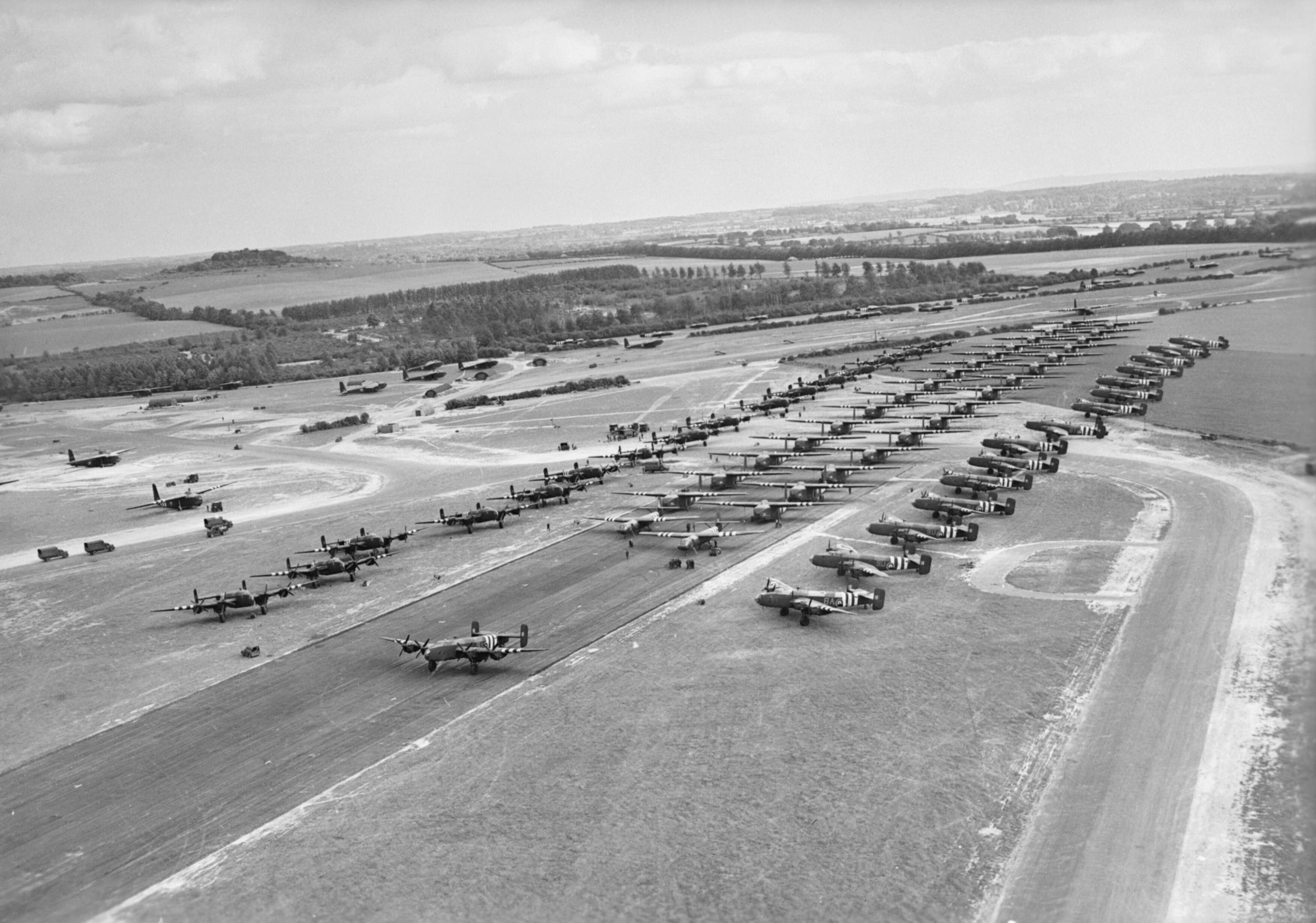
Des bombardiers Handley Page Halifax prêts à remorquer en Normandie des planeurs Horsa depuis la base aérienne de.

L'opération Tonga commence à 22 h 56 dans la nuit du 5 juin 1944, lorsque six bombardiers lourds Handley Page Halifax décollent de RAF Tarrant Rushton (en) en tractant six planeurs Horsa. À bord de ces premiers appareils de transport se trouve la force de coup de main destinée à prendre d'assaut les ponts sur l'Orne et le canal de Caen : la compagnie D et deux pelotons de la compagnie B du 2e bataillon du Oxfordshire and Buckinghamshire Light Infantry, ainsi qu'un groupe de sapeurs des Royal Engineers, placés sous le commandement du major John Howard.
Quelques minutes plus tard, entre 23 h et 23 h 20, six avions de transport de troupes Armstrong Whitworth Albemarle décollent avec à leur bord les éclaireurs de la 22nd Independent Parachute Company, chargée de baliser les zones d’atterrissage pour le reste de la 6e division. Seize autres Albemarle suivent immédiatement les éclaireurs, transportant des éléments du 9e bataillon parachutiste, du 1er bataillon parachutiste canadien et du quartier général de la 3e brigade parachutiste britannique.
Trente minutes plus tard, le reste des transports de la 6e division commence à décoller. Cette troisième vague est divisée en trois groupes : le premier, composé de 239 avions Douglas C-47 Skytrain et Short Stirling ainsi que de 17 planeurs Horsa, doit larguer le gros de la division vers 0 h 50, le deuxième, composé de 65 planeurs Horsa et 4 Hamilcar, doit déposer le quartier général de la division et une batterie antichar, tandis que le dernier, composé de trois planeurs Horsa, doit déposer des sapeurs et des hommes du 9e bataillon à 4 h 30 près de la batterie de Merville.

### Prise des ponts du canal de Caen et de l'Orne

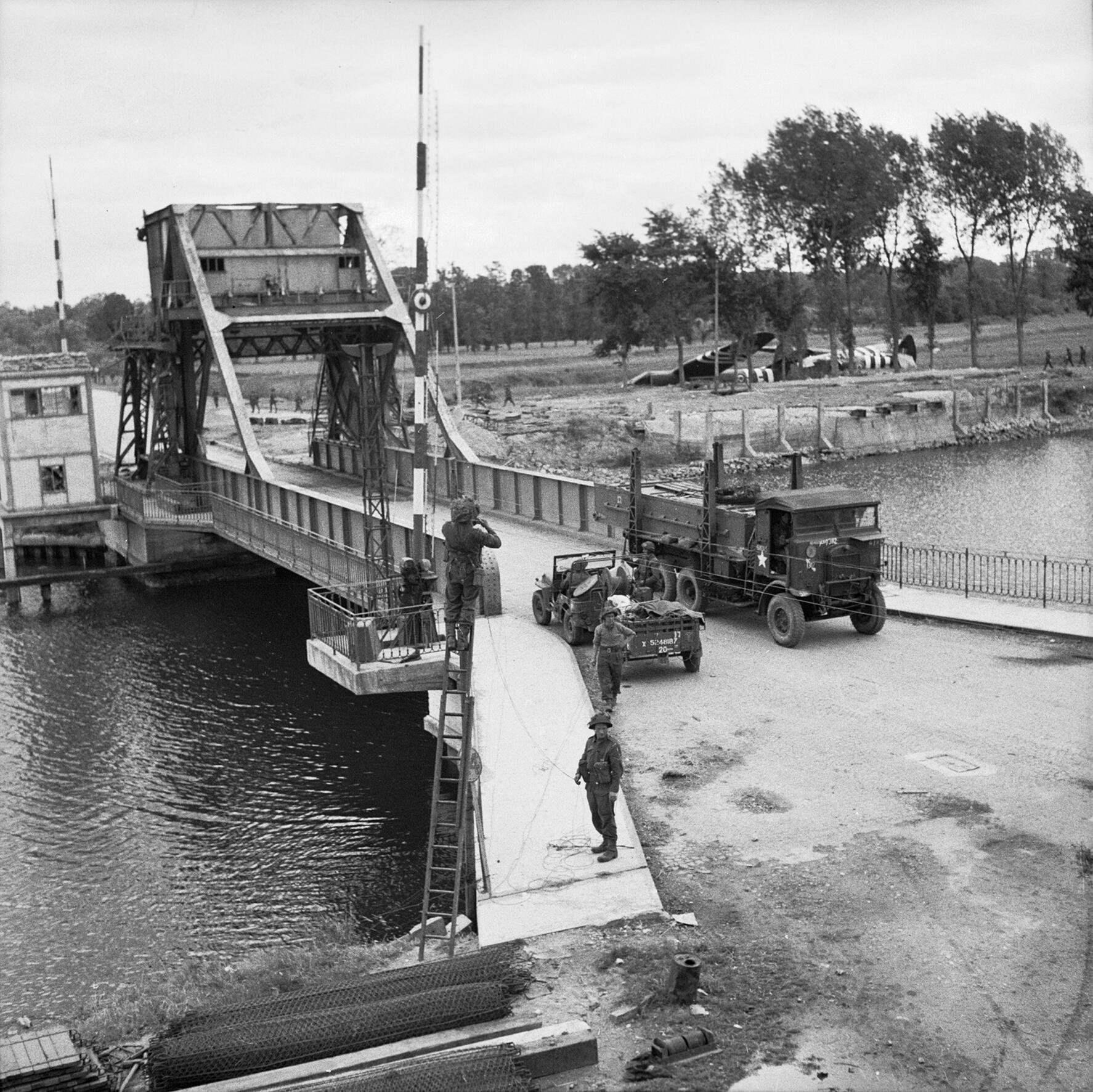
Transport traversant le pont sur le canal de Caen à Bénouville le 9 juin 1944. Le pont a été rebaptisé Pegasus Bridge après la guerre, d'après le cheval ailé légendaire qui constitue l'emblème des forces aéroportées britanniques.

La première unité de la 6e division aéroportée à débarquer en Normandie est la force de coup de main du major John Howard. Elle atterrit dans six planeurs, sur une période de cinq minutes (de 0 h 15 à 0 h 20). Trois groupes débarquent près du pont sur le canal de Caen à Bénouville et deux autres près du pont sur l'Orne. Le dernier planeur atterrit à plus de 11 km des objectifs en raison d'une erreur de navigation,. Une fois débarqués, les parachutistes prennent d'assaut les positions allemandes. Au pont de Bénouville, ils attaquent les tranchées allemandes, éliminent les sentinelles et lancent des grenades dans un bunker en béton censé contenir l'équipement de déclenchement des charges de démolition du pont.

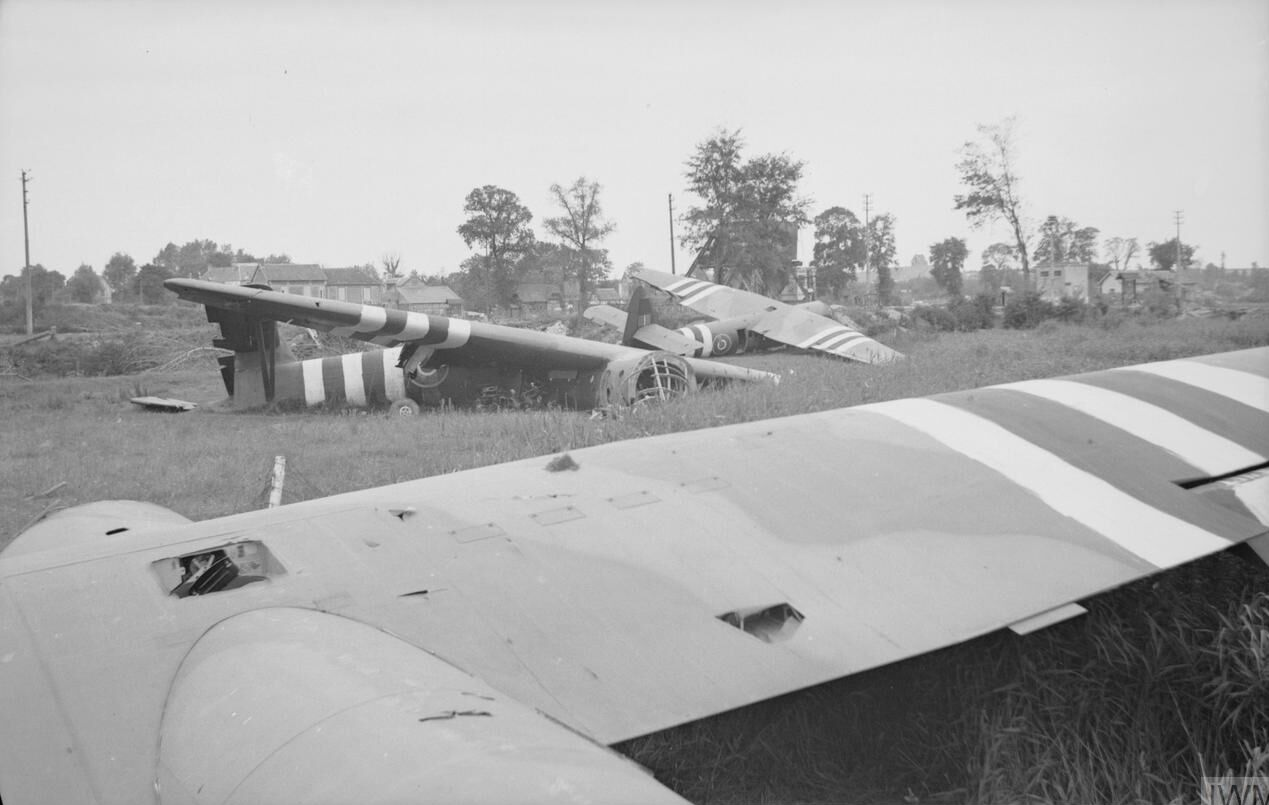
Trois des planeurs Horsa qui ont apporté la force de coup de main au pont de Bénouville dans la nuit du 6 juin. Le pont est caché derrière les arbres, à l'arrière-plan de l'image.

Au pont sur l'Orne, un nid de mitrailleuses est rapidement supprimé par des tirs de mortier et le pont est capturé sans grande résistance par les deux pelotons qui lui sont affectés. En un quart d'heure, les deux objectifs sont donc pris et sécurisés,. Les parachutistes d'Howard se rendent alors compte qu'il n'y aucun explosif dans les deux structures, contrairement à ce qu'ils attendaient.
La force de coup de main est renforcée par des éléments du 7e bataillon parachutiste à 0 h 50. Les Britanniques doivent aussitôt repousser des contre-attaques allemandes du 2e bataillon du 192e régiment de Panzergrenadiers. Les Allemands sont repoussés et perdent un char, détruit par un tir de PIAT vers 1 h 30.

### Éclaireurs

Carte de la zone de l'opération Tonga.

La force de coup de main est suivie de près par les éclaireurs de la 22nd Independent Parachute Company, chargés de marquer les zones de largage et les zones d'atterrissage à utiliser par le reste de la 6e division. Cependant, en raison de la combinaison d'une couverture nuageuse épaisse et d'une mauvaise navigation, une seule équipe d'éclaireurs est larguée correctement. Les autres doivent effectuer entre deux et trois passages au-dessus de leurs zones de largage respectives avant que leurs équipes ne sautent. Les éclaireurs affectés à la ZP-N (Zone de Parachutage N) sont largués à côté et doivent marcher 30 minutes pour rejoindre leur objectif.
L'une des équipes affectées à la ZP-K est larguée accidentellement sur la zone N sans se rendre compte de l'erreur, et installe ses transpondeurs et ses marqueurs, ce qui va conduire un certain nombre de parachutistes à atterrir dans la mauvaise zone au cours de la suite de l'opération. L'autre équipe affectée à la ZP-K réussit cependant à baliser sa zone.
Enfin, l'équipe d'éclaireurs du 9e bataillon parachutiste destinée à baliser la ZP-V pour l'unité chargée de détruire la batterie de Merville est pratiquement anéantie lorsqu'un raid aérien de bombardiers lourds Avro Lancaster de la RAF rate la batterie d'artillerie elle-même et bombarde la zone où se trouve l'équipe.

### Secteur de la5ebrigadeparachutiste
En raison des erreurs de balisage, la 5e brigade parachutiste du brigadier Nigel Poett est dispersée sur une vaste zone. Le 7e bataillon parachutiste en particulier est si dispersé qu'à 3 h, le commandant du bataillon ne dispose que d'environ 40 % de ses effectifs. En outre, les parachutistes n'arrivent pas à trouver une grande partie des conteneurs de ravitaillement largués avec eux, ce qui les prive d'une bonne partie de leur matériel lourd et de leurs radios. Le 7e bataillon réussit cependant à faire la jonction avec la force de coup de main du 2e bataillon du Oxfordshire and Buckinghamshire Light Infantry pour établir une ligne de défense contre les tentatives allemandes pour reprendre les ponts.
Après les premières contre-attaques vers 1 h, les Britanniques essuient plusieurs autres assauts allemands entre 5 et 7 h, avec des chars, des véhicules blindés et de l'infanterie,. À 10 h, un appareil de la Luftwaffe largue une bombe de 450 kg pour tenter de détruire le pont de Bénouville, mais la bombe n'explose pas. Deux embarcations côtières tentent également d'attaquer le pont, sans plus de succès,.

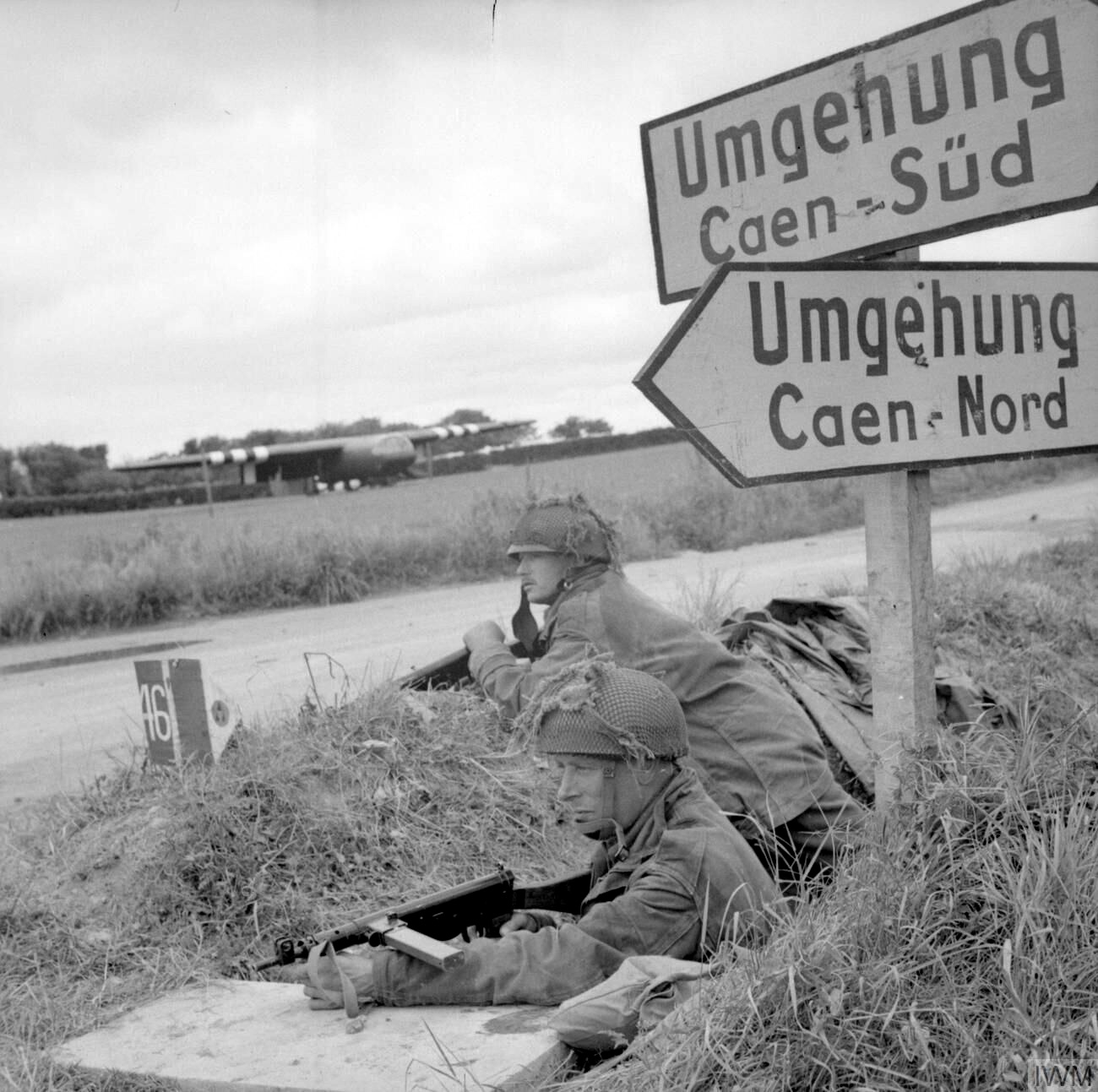
Deux soldats de la 6e division aéroportée gardent une tranchée le long de la route de Caen, à la sortie de Ranville.

Au fur et à mesure de la journée, le 2e bataillon du 192e régiment de Panzergrenadiers tente d'autres contre-attaques dans le village de Bénouville, tout près des ponts. La force de coup de main et le 7e bataillon parachutiste réussissent à maintenir leur position, détruisant au passage 13 des 17 chars allemands engagés dans l'attaque. Les troupes britanniques parviennent même à avancer dans Bénouville et éliminent les Allemands dans des combats de maison en maison. À midi, la plupart des hommes éparpillés du 7e bataillon ont réussi à rejoindre les ponts. Malgré la férocité des attaques, le bataillon et la force de coup de main tiennent leurs objectifs jusqu'à 19 h, lorsque les éléments de tête de la 3e division d'infanterie britannique arrivent depuis Sword Beach et commencent à relever les troupes aéroportées, un processus qui s'achève vers 1 h le 7 juin.
Les deux autres bataillons de la 5e brigade, les 12e et 13e parachutistes, sont également très dispersés lorsqu'ils sont largués à 0 h 50. Après regroupement, chacun enregistre 40 % d'effectifs manquants. Les deux bataillons sont chargés de sécuriser les abords de la ZP-N : le 12e doit capturer le hameau du Bas de Ranville, ce qu'il fait à 4 h sans rencontrer de résistance importante, tandis que le 13e doit capturer le bourg de Ranville, ce qui est fait au même moment, mais contre une résistance allemande plus importante. Une compagnie du 13e bataillon reste dans la ZP-N afin d'assurer la protection d'une compagnie de sapeurs chargée de démolir les poteaux et les explosifs présents dans la zone, afin que le quartier général de la 6e division puisse atterrir en toute sécurité.
Les deux bataillons tiennent leurs zones respectives jusqu'à ce qu'ils soient relevés par l'infanterie venue des plages dans la soirée. Le 12e bataillon livre cependant de violents combats. Il est durement bombardé par des mortiers lourds et doit repousser deux assauts du 125e régiment de Panzergrenadiers de la 21e Panzerdivision. Les Allemands perdent un char et plusieurs de leurs hommes sont faits prisonniers.

### Secteur de la3ebrigadeparachutiste

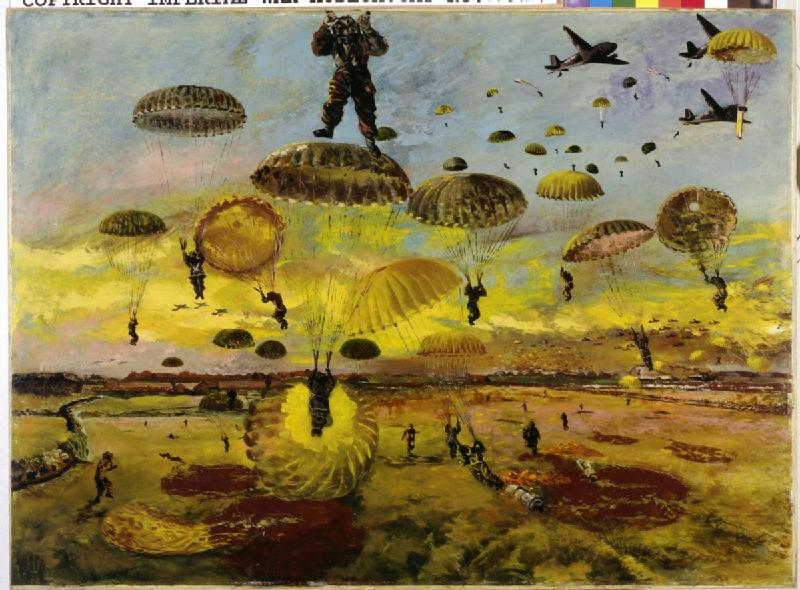
Le Saut, huile sur toile peinte en 1944 par Albert Richards, un soldat de la 6e division aéroportée ayant notamment combattu autour de la batterie de Merville le 6 juin 1944.

La 3e brigade parachutiste du brigadier James Hill atterrit en même temps que la 5e et souffre des mêmes problèmes. Ses éléments sont censés être largués dans deux zones différentes : la ZP-V près de Varaville et a ZP-K près de Touffréville. En raison des diverses erreurs de balisage, d'erreurs de navigation et d'une couverture nuageuse gênante, les hommes de la 5e brigade sont dispersés sur une zone extrêmement vaste.
Le 8th (Midlands) Parachute Battalion, chargé de détruire deux ponts près de Bures-sur-Dives et un troisième près de Troarn, est éparpillé et un certain nombre de ses parachutistes atterrissent dans la zone opérationnelle de la 5e brigade. Le commandant du bataillon, Alastair Pearson (en), ne trouve donc qu'une trentaine d'hommes et un petit groupe de sapeurs avec une Jeep et une remorque lorsqu'il arrive au point de rendez-vous de son unité à 1 h 20. À 3 h 20, 140 hommes ont réussi à rejoindre le point de rassemblement, mais les sapeurs chargés de démolir les objectifs sont toujours introuvables. Pearson décide alors d'envoyer une petite force pour tenter de démolir les ponts de Bures et conduit le reste du bataillon à un carrefour au nord de Troarn où il attend des renforts supplémentaires pour passer à l'attaque. Le groupe de démolition trouve ses objectifs déjà détruits par une équipe de sapeurs arrivés quelques heures auparavant et rejoint donc le reste du bataillon à Troarn, où 50 hommes sont arrivés entre-temps.

Pearson envoie un groupe de reconnaissance et un groupe de sapeurs à Troarn pour vérifier l'état du pont à détruire. Ces hommes sont accueillis par des coups de feu tirés depuis une maison occupée par les Allemands près du pont. Après un bref échange de tirs, les parachutistes capturent quelques soldats de la 21e Panzerdivision. Les hommes de Pearson découvrent alors que le pont a déjà été partiellement démoli. Après avoir terminé le travail, les sapeurs et le groupe de reconnaissance se replient vers leur point de départ. Ayant atteint son objectif, le bataillon prend position plus au nord pour élargir la tête de pont aéroportée formée par la 6e division. 

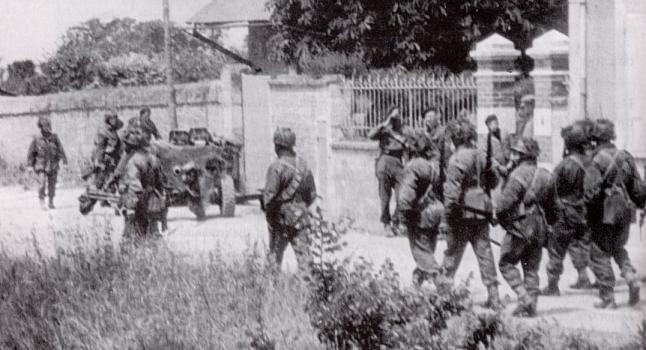
Parachutistes de la 3e brigade en Normandie.

Le 1er bataillon parachutiste canadien, quant à lui, a pour objectifs de détruire deux ponts : un à Varaville et un autre à Robehomme. Tout comme le reste des unités de la division, le bataillon est dispersé dans toute la zone d'opération. Un groupe de parachutistes atterrit à plus de 16 km de sa zone de largage, un autre atterrit non loin de Sword Beach, tandis que d'autres parachutistes sont largués dans des zones inondées autour de Varaville, ce qui entraîne plusieurs morts par noyade à cause du poids de leur équipement.
Malgré ces erreurs de largage, un groupe du bataillon canadien réussit à atteindre le pont de Robehomme vers 3 h, avant les sapeurs qui transportent l'essentiel du matériel de démolition. Les parachutistes rassemblent alors le peu d'explosifs dont ils disposent et réussissent à endommager la structure, sans la détruire. Trois heures plus tard, le travail est terminé par les sapeurs.
Pendant ce temps, la compagnie C du bataillon tente de remplir ses objectifs : expulser la garnison allemande de Varaville et y détruire un emplacement de canon, démolir un pont sur la Divette et détruire un émetteur radio. Mais, elle ne dispose que d'une trentaine de ses 100 hommes pour remplir ces quatre missions. Malgré tout, le major Hugh Murray MacLeod, le commandant de la compagnie, décide de conduire ses hommes jusqu'à Varaville, occupé par 96 soldats allemands équipés d'une pièce d'artillerie, de plusieurs mitrailleuses et bien retranchés. Au cours de l'attaque, le canon allemand inflige des pertes aux Canadiens, tuant notamment le major MacLeod. Le statu quo qui s'installe après ce premier assaut reste inchangé jusqu'à 10 h, lorsque les Allemands se rendent après un bombardement au mortier. Plus tard, les hommes de la compagnie C sont relevés par les commandos britanniques de la 1st Special Service Brigade.

### Prise de la batterie de Merville

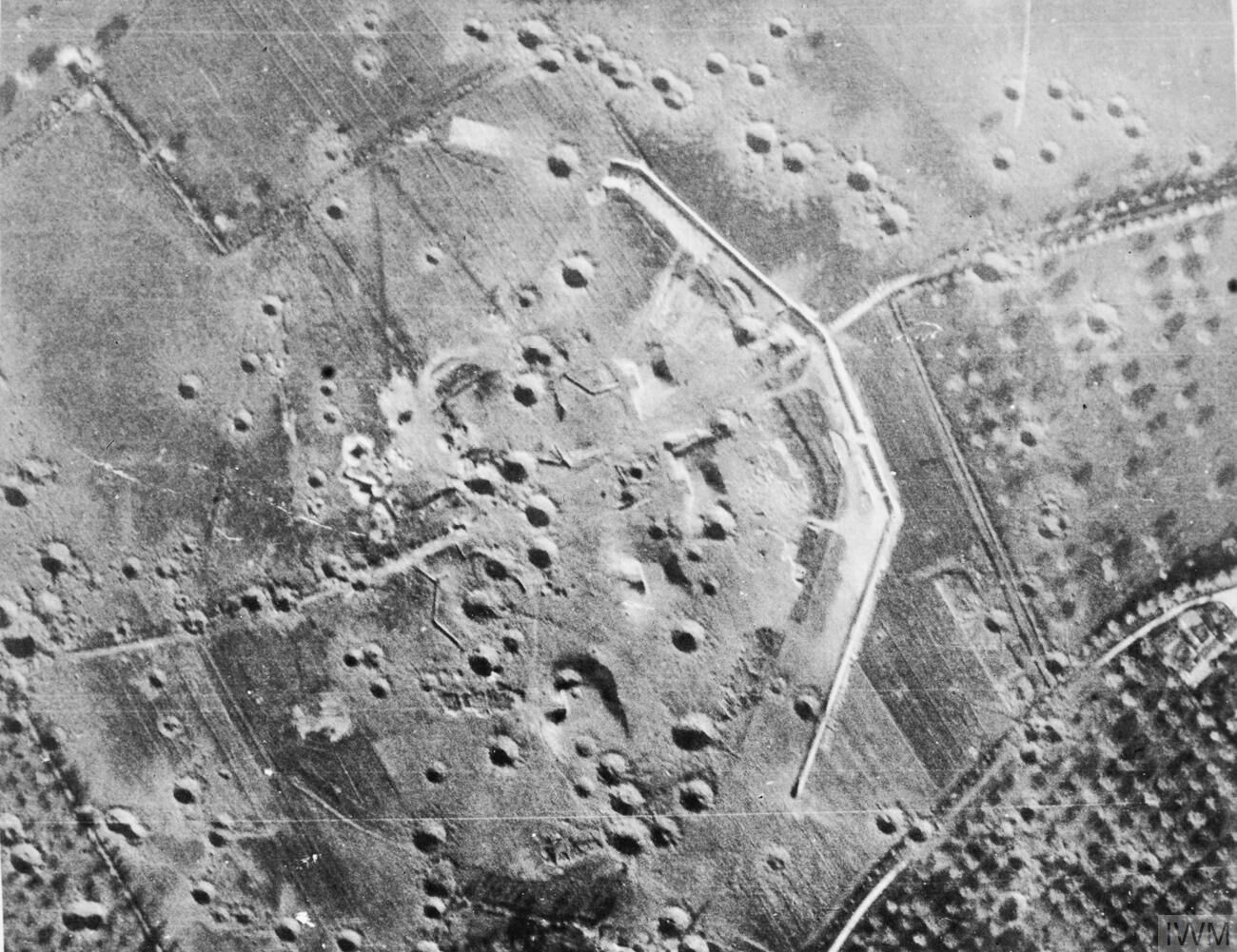
Une vue aérienne de la batterie de canons de Merville, après un bombardement aérien vers mai 1944.

Le 9th (Eastern and Home Counties) Parachute Battalion de la 3e brigade se voit assigner plusieurs objectifs conséquents : la destruction de la batterie d'artillerie de Merville, la prise du hameau du Plain, le blocage des routes menant à ce hameau et la capture d'un quartier général de la Kriegsmarine à Sallenelles, près de l'Orne. Cependant, le bataillon est dispersé comme tous les autres. Le lieutenant-colonel Terence Otway, le commandant du bataillon, atterrit avec le reste de son groupe à 300 m de la zone de largage prévue, en plein sur une ferme servant de poste de commandement à un bataillon allemand. Après un bref échange de tirs et en aidant d'autres parachutistes dispersés, Otway arrive sur son point de rassemblement initialement prévu à 1 h 30.
À 2 h 35, seuls 110 parachutistes sont rassemblés, avec une seule mitrailleuse et un petit nombre de torpilles Bangalore récupérées. Otway est alors en sérieuse difficulté : l'attaque cruciale sur la batterie de Merville nécessite en théorie l'ensemble du bataillon (soit plus de 600 hommes), des sapeurs et une grande quantité d'équipement lourd. Malgré tout, et puisque la batterie doit être détruite au plus tard à 5 h 30, Terence Otway se met en route à 2 h 45 avec les 150 hommes qu'il a réussi à rassembler.

Carte de l'assaut sur la batterie de Merville, le 6 juin 1944.

Le groupe arrive à la batterie à 4 h et se joint au reste du groupe d'éclaireurs touchés accidentellement par les bombardiers de la RAF plus tôt dans la nuit. Ensemble, ils commencent à préparer l'attaque, en repérant notamment les endroits où les torpilles Bangalore doivent être placées. Les hommes d'Otway sont répartis en quatre groupes d'assaut, un pour chacune des casemates abritant les canons de la batterie, et sont prêts à 4 h 30, lorsque les planeurs transportant les sapeurs arrivent finalement au-dessus de la batterie.
Sur les trois planeurs affectés à l'opération, seuls deux sont arrivés en Normandie, le troisième devant rebrousser chemin pour des raisons techniques avant d'avoir atteint la Manche. Les deux autres sont touchés par des tirs antiaériens lors de leur arrivée au-dessus du territoire français. L'un atterrit à environ 3 km de sa cible, l'autre atterrit juste au bord du champ de mines protégeant la batterie. Les troupes de ce planeur se retrouvent immédiatement engagées dans une fusillade avec les troupes allemandes arrivant pour renforcer la garnison de la batterie,. Le lieutenant-colonel Otway lance l'assaut dès que le premier planeur dépasse l'ouvrage. Les parachutistes font sauter leurs torpilles Bangalore, ouvrant deux brèches par lesquelles ils pénètrent le dispositif allemand. Ils subissent cependant de lourdes pertes dès les premiers échanges de l'attaque.
Seuls quatre hommes affectés à l'assaut de la casemate no 4 survivent assez longtemps pour l'atteindre et la détruire en tirant par les ouvertures et en jetant des grenades dans les bouches d'aération. Après de violents combats, les autres casemates sont nettoyées à la grenade à fragmentation (ou au phosphore blanc) car leurs occupants allemands ont négligé de verrouiller leurs portes. Les parachutistes britanniques découvrent alors que les canons de la batterie de Merville ne sont pas les pièces modernes d'artillerie de marine de 150 mm qu'ils s'attendaient à trouver, mais des obusiers de campagne de 100 mm d'origine tchécoslovaque et datant de la Première Guerre mondiale.
Manquant d'explosifs, les Britanniques utilisent des grenades gammon pour détruire une pièce, et doivent se contenter d'enfoncer des obus dans les canons des autres. Les Allemands réussiront à remettre en service au moins un obusier après avoir repris la batterie, dans les 48 h qui suivent. Après cela, les parachutistes rassemblent leurs prisonniers et leurs blessés et se retirent. En effet, le croiseur léger HMS Arethusa a ordre de bombarder la batterie à partir de 5 h 30 s'il n'a pas de nouvelles des troupes aéroportées, et le 9e bataillon n'a aucune radio pour le prévenir de la neutralisation de l'ouvrage.
Au prix de pertes très lourdes (50 tués et 25 blessés, soit la moitié de l'effectif de l'assaut), le 9e bataillon a rempli son objectif le plus important. Terence Otway attaque ensuite le hameau du Plain et en expulse le peloton allemand qui servait de garnison. À 5 h 30, il se retire sur un point de rendez-vous fixé à l'avance, jugeant que son bataillon est trop en sous-effectif pour remplir le reste de ses missions.

### Arrivée du QG et consolidation de la tête de pont

Troupes aéroportées près de leur planeur Horsa, qui s'est écrasé contre un muret de pierre lors de son atterrissage sur la zone de largage de la 6e division aéroportée près de Ranville, le 6 juin 1944.

À 3 h 35, le QG de la 6e division se pose en planeur dans la ZP-N sécurisée plus tôt par les sapeurs. Seuls quelques planeurs ratent la zone d'atterrissage, en raison du mauvais temps et d'erreurs de navigation. Une fois l'état-major et les troupes aéroportées qui l'accompagnent réunis, le quartier général s'installe au Bas de Ranville. Le contact est établi avec le quartier général de la 5e brigade de parachutistes à 5 h, et avec le quartier général de la 3e brigade à 12 h 35. Le commandement de la 6e division établit le contact avec celui de la 1st Special Service Brigade venue des plages à 13 h 53. La brigade commando passe sous les ordres de la 6e division aéroportée.

À 21 h, la phase finale de l'opération Tonga débute : l'entrée en scène de la 6e brigade aéroportée. Transportés dans 220 planeurs Horsa et Hamilcar, les hommes de la brigade atterrissent dans la zone d'atterrissage W, entre Caen et Pegasus Bridge, ainsi que dans la ZP-N au nord de Ranville. Dans le premier secteur, les Britanniques essuient des tirs nourris d'armes légères et de mortiers provenant des positions allemandes, mais réussissent à se rassembler en 90 minutes au prix de pertes légères,.

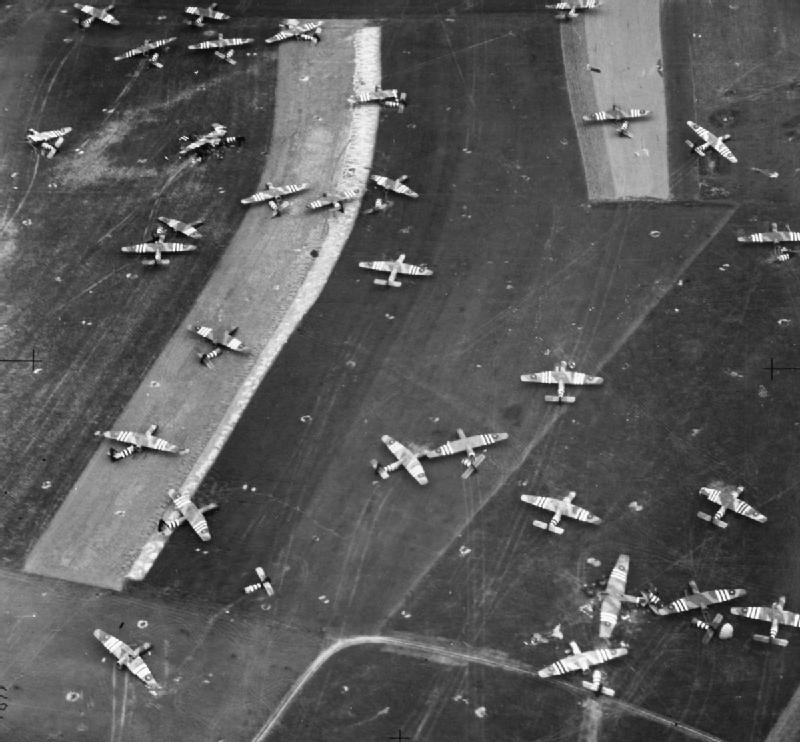
Photographie de reconnaissance, prise à 800 pieds, montrant une partie de la ZP-N, au nord de Ranville, le 7 juin 1944. Des planeurs de transport de troupes Airspeed Horsa et un planeur de transport de chars GAL Hamilcar endommagé (en bas à droite) jonchent cette partie de la zone d'atterrissage.

À minuit le 7 juin, toute la 6e division aéroportée est entièrement déployée sur le flanc est du secteur du débarquement allié (à l'exception du 12e bataillon du Devonshire Regiment, faisant partie de la 6e brigade aéroportée mais censé arriver par la mer le 7 juin). La journée du jour J s'achève pour la 6e division avec une tête de pont solide. La 3e brigade parachutiste tient un front de plus de 6 km, avec le 9th (Eastern and Home Counties) Parachute Battalion au Plain, le 1er bataillon parachutiste canadien au Mesnil, et le 8th (Midlands) Parachute Battalion dans la partie sud du bois de Bavent. La 5e brigade tient Le Bas de Ranville avec le 12th (Yorkshire) Parachute Battalion et Ranville avec le 13th (Lancashire) Parachute Battalion tandis que le 7th (Light Infantry) Parachute Battalion occupe les alentours du pont de Bénouville. La 6e brigade aéroportée, elle, se tient prête à engager ses deux bataillons pour étendre la tête de pont vers le sud et l'ouest. La 1st Special Service Brigade tient quant à elle des villages au nord et au nord-est de la ZP-N.

## Conséquences

### Analyse
L'opération Tonga est un succès, toutes les tâches principales attribuées à la 6e division aéroportée étant réalisées dans les délais imposés, malgré les nombreuses difficultés qui découlent de l'éparpillement des troupes dans la zone d'opération. Ce problème a cependant une conséquence imprévue mais bénéfique pour les Britanniques : les Allemands restent longtemps dans la confusion quant à la zone et l'étendue des largages de parachutistes.
La 6e division aéroportée perd au total 800 hommes (tués, blessés, disparus) entre le 5 et le 7 juin, sur les 8 500 déployés. Les pertes britanniques sont donc inférieures à celles subies par les 82e et 101e divisions aéroportées américaines sur l'autre flanc de la zone de débarquement, qui perdent chacune plus de 1 200 hommes lors de la première journée de l'opération Overlord, en étant confrontées aux mêmes problèmes que leurs homologues britanniques.
Les pertes allemandes sont estimées à 400 tués et blessés ainsi que 400 prisonniers. De plus, quatorze chars allemands sont détruits lors de contre-attaques autour des ponts de l'Orne et du canal de Caen, ainsi qu'une canonnière détruite sur le canal.

### Rôle ultérieur de la6edivisionaéroportée en Normandie

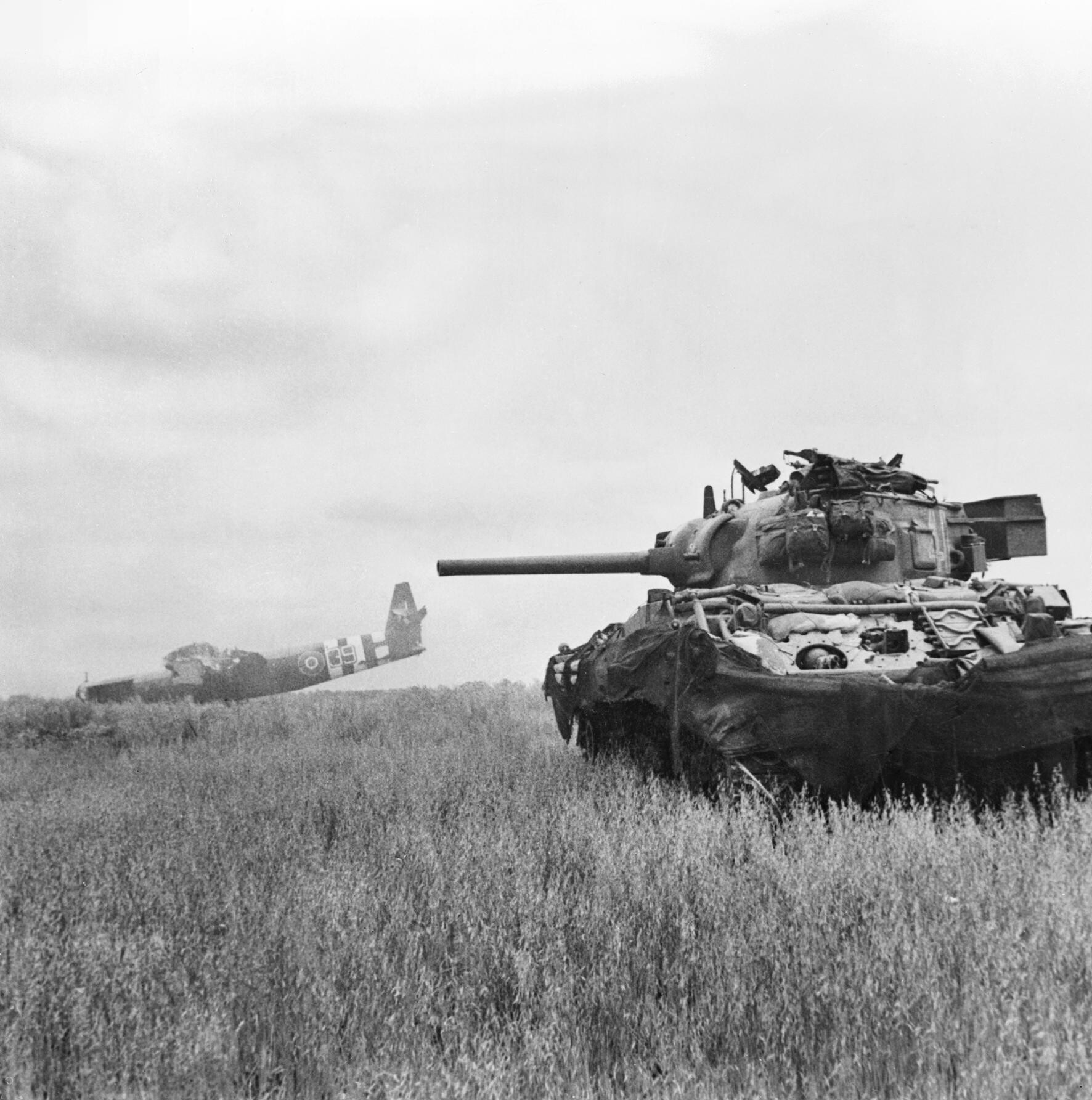
Un char Sherman du 13th/18th Royal Hussars en action contre des troupes allemandes utilisant des planeurs Horsa écrasés comme couverture près de Ranville, 10 juin 1944.

Entre le 7 et le 10 juin, la 6e division aéroportée repousse plusieurs contre-attaques allemandes. La division réussit à conserver le contrôle de la zone entre l'Orne et la Dives jusqu'au 14 juin, lorsque la 51st (Highland) Infantry Division prend le contrôle de la partie sud de la tête de pont aéroportée.
Le 10 juin, la décision est prise d'étendre la tête de pont à l'est de l'Orne, la 6e division aéroportée étant chargée d'y parvenir. Cependant, la division n'étant pas jugée assez forte pour atteindre son objectif, la 3e brigade parachutiste est renforcée par le 5e  bataillon du Black Watch (Royal Highland Regiment). Le 11 juin, ce bataillon lance une attaque (en) contre la ville de Bréville, mais se heurte à une très forte résistance et est repoussé après avoir subi de nombreuses pertes. Le lendemain, tout le front de la 3e brigade est soumis à de violents bombardements d'artillerie et à des assauts de chars et d'infanterie allemands, se concentrant particulièrement sur les positions tenues par le 9e bataillon parachutiste,. L'intervention du 1er bataillon canadien permet de repousser ces tentatives allemandes,.
Dans les semaines qui suivent, la 6e division aéroportée est renforcée par la brigade Princesse Irène néerlandaise et la brigade Piron belge. Le 7 août, après une période de combats statiques, la division commence des préparations pour reprendre les opérations offensives. Dans la nuit du 16 au 17 août, elle commence à avancer vers l'embouchure de la Seine contre une forte opposition allemande. Cette offensive se poursuit jusqu'au 26 août, lorsque la division atteint son objectif. En neuf jours de combats, elle a avancé de 72 km et libéré plus de 1 000 km2 de territoire français, en capturant un millier de soldats allemands.
Entre le 6 juin et le 26 août, les pertes s'élèvent à 4 457 hommes dont 821 tués, 2 709 blessés et 927 portés disparus,. La division est finalement retirée de la ligne de front le 27 août et embarquée pour l'Angleterre au début du mois de septembre.

### Note
- (en) Cet article est partiellement ou en totalité issu de l’article de Wikipédia en anglais intitulé « Operation Tonga » (voir la liste des auteurs).